# Five Nations 1985
Die Ausgabe 1985 des jährlich ausgetragenen Rugby-Union-Turniers Five Nations (seit 2000 Six Nations) fand an sechs Spieltagen zwischen dem 2. Februar und dem 20. April statt. Turniersieger wurde Irland, das mit Siegen gegen alle britischen Mannschaften die Triple Crown schaffte. Da die Iren gegen Frankreich lediglich ein Unentschieden erreichten, verfehlten sie den zweiten Grand Slam nach 1948.
Die Eröffnungsspiele Irland–England und Frankreich–Wales mussten wegen schlechten Wetters auf Ende März verschoben werden. Ein gefrorenes Spielfeld in Cardiff führte zur Verschiebung des Spiels Wales–England von Februar auf April.

## Teilnehmer
| Land       | Stadion             | Stadt     | Trainer         | Kapitän                    |
| ---------- | ------------------- | --------- | --------------- | -------------------------- |
| England    | Twickenham Stadium  | London    | Dick Greenwood  | Paul Dodge                 |
| Frankreich | Parc des Princes    | Paris     | Jacques Fouroux | Philippe Dintrans          |
| Irland     | Lansdowne Road      | Dublin    | Mick Doyle      | Ciaran Fitzgerald          |
| Schottland | Murrayfield Stadium | Edinburgh | Derrick Grant   | Roy Laidlaw / David Leslie |
| Wales      | Cardiff Arms Park   | Cardiff   | John Bevan      | Terry Holmes               |

## Tabelle
|    | Land       | Spiele | Siege | Unent. | Ndlg. | Spiel- punkte | Diff. | Tabellen- punkte |
| -- | ---------- | ------ | ----- | ------ | ----- | ------------- | ----- | ---------------- |
| 1. | Irland     | 4      | 3     | 1      | 0     | 67:49         | + 18  | 7                |
| 2. | Frankreich | 4      | 2     | 2      | 0     | 49:30         | + 19  | 6                |
| 3. | Wales      | 4      | 2     | 0      | 2     | 61:71         | − 10  | 4                |
| 4. | England    | 4      | 1     | 1      | 2     | 44:53         | − 9   | 3                |
| 5. | Schottland | 4      | 0     | 0      | 4     | 46:64         | − 18  | 0                |

## Ergebnisse

### Erste Runde
| 2. Februar 1985 | England                                   | 9 : 9         | Frankreich                 | Twickenham Stadium Zuschauer: 60.000 Schiedsrichter: David Burnett (Irland) |
| 2. Februar 1985 | Straftritte: Andrew (2) Dropgoals: Andrew | (3:6) Bericht | Dropgoals: Lescarboura (3) | Twickenham Stadium Zuschauer: 60.000 Schiedsrichter: David Burnett (Irland) |

| 2. Februar 1985 | Schottland                                  | 15 : 18       | Irland                                                                                 | Murrayfield Stadium, Edinburgh Schiedsrichter: Steve Strydom (Südafrika) |
| 2. Februar 1985 | Straftritte: Dods (4) Dropgoals: Rutherford | (6:3) Bericht | Versuche: Ringland (2) Erhöhungen: Kiernan (2) Straftritte: Kiernan Dropgoals: Kiernan | Murrayfield Stadium, Edinburgh Schiedsrichter: Steve Strydom (Südafrika) |

### Zweite Runde
| 16. Februar 1985 | Frankreich                                    | 11 : 3         | Schottland        | Parc des Princes, Paris Zuschauer: 45.146 Schiedsrichter: Laurie Prideaux (England) |
| 16. Februar 1985 | Versuche: Blanco (2) Straftritte: Lescarboura | (11:3) Bericht | Straftritte: Dods | Parc des Princes, Paris Zuschauer: 45.146 Schiedsrichter: Laurie Prideaux (England) |

### Dritte Runde
| 2. März 1985 | Irland                   | 15 : 15        | Frankreich                                                                      | Lansdowne Road, Dublin Zuschauer: 56.000 Schiedsrichter: Kerry Fitzgerald (Australien) |
| 2. März 1985 | Straftritte: Kiernan (5) | (12:9) Bericht | Versuche: Codorniou Estève Erhöhungen: Lescarboura (2) Straftritte: Lescarboura | Lansdowne Road, Dublin Zuschauer: 56.000 Schiedsrichter: Kerry Fitzgerald (Australien) |

| 2. März 1985 | Schottland                                                                            | 21 : 25       | Wales                                                                                 | Murrayfield Stadium, Edinburgh Schiedsrichter: René Hourquet (Frankreich) |
| 2. März 1985 | Versuche: Paxton (2) Erhöhungen: Dods (2) Straftritte: Dods Dropgoals: Rutherford (2) | (9:9) Bericht | Versuche: Pickering (2) Erhöhungen: Wyatt Straftritte: Wyatt (4) Dropgoals: G. Davies | Murrayfield Stadium, Edinburgh Schiedsrichter: René Hourquet (Frankreich) |

### Vierte Runde
| 16. März 1985 | England                                 | 10 : 7        | Schottland                            | Twickenham Stadium, London Schiedsrichter: Clive Norling (Wales) |
| 16. März 1985 | Versuche: Smith Straftritte: Andrew (2) | (6:4) Bericht | Versuche: Robertson Straftritte: Dods | Twickenham Stadium, London Schiedsrichter: Clive Norling (Wales) |

| 16. März 1985 | Wales                                                  | 9 : 21         | Irland                                                                      | Cardiff Arms Park, Cardiff Schiedsrichter: Kerry Fitzgerald (Australien) |
| 16. März 1985 | Versuche: Lewis Erhöhungen: Wyatt Dropgoals: G. Davies | (9:12) Bericht | Versuche: Crossan Ringland Erhöhungen: Kiernan (2) Straftritte: Kiernan (3) | Cardiff Arms Park, Cardiff Schiedsrichter: Kerry Fitzgerald (Australien) |

### Fünfte Runde
| 30. März 1985 | Frankreich                                            | 14 : 3        | Wales                 | Parc des Princes, Paris Zuschauer: 49.164 Schiedsrichter: Steve Strydom (Südafrika) |
| 30. März 1985 | Versuche: Estève Gallion Straftritte: Lescarboura (2) | (7:3) Bericht | Straftritte: Thorburn | Parc des Princes, Paris Zuschauer: 49.164 Schiedsrichter: Steve Strydom (Südafrika) |

| 30. März 1985 | Irland                                                       | 13 : 10       | England                                     | Lansdowne Road, Dublin Schiedsrichter: Jim Fleming |
| 30. März 1985 | Versuche: Mullin Straftritte: Kiernan (2) Dropgoals: Kiernan | (7:3) Bericht | Versuche: Underwood Straftritte: Andrew (2) | Lansdowne Road, Dublin Schiedsrichter: Jim Fleming |

### Nachtragsspiel
| 20. April 1985 | Wales                                                                                               | 24 : 15         | England                                                                      | Cardiff Arms Park, Cardiff Schiedsrichter: Francis Palmade (Frankreich) |
| 20. April 1985 | Versuche: J. Davies Roberts Erhöhungen: Thorburn (2) Straftritte: Thorburn (3) Dropgoals: J. Davies | (12:12) Bericht | Versuche: Smith Erhöhungen: Andrew Straftritte: Andrew (2) Dropgoals: Andrew | Cardiff Arms Park, Cardiff Schiedsrichter: Francis Palmade (Frankreich) |